# Heriaeus charitonovi
Heriaeus charitonovi là một loài nhện trong họ Thomisidae.
Loài này thuộc chi Heriaeus. Heriaeus charitonovi được miêu tả năm 1985 bởi Utochkin.